# Velká vlastenecká válka (dokumentární seriál)
Velká vlastenecká válka (v ruském originále Великая война) je ruský dokumentární cyklus z roku 2010. Vypráví o nejdůležitějších událostech a důstojnících na východní frontě během druhé světové války. Dokument byl tak oblíbený, že v roce 2011 vznikla druhá série s názvem Sovětská bouře, která se vracela k méně důležitým událostem na východní frontě. 

## Seznam dílů

### První řada (2010)
1. Operace Barbarossa
2. Bitva o Moskvu
3. Blokáda Leningradu
4. Stalingrad
5. Kurský oblouk
6. Operace Bagration
7. Od Dněpru k Odře - Bitva o Dněpr, Korsuň-ševčenkovská operace, Lvovsko-sandoměřská operace, Jasko-kišiněvská operace, Viselsko-oderská operace
8. Berlínská operace

### Druhá řada (2011)
1. Bitva o Kyjev
2. Obrana Sevastopolu
3. Bitva o Kavkaz
4. Rževský mlýnek na maso
5. Válka na moři - Severní ledový oceán, Baltské a Černé moře
6. Vzdušná válka - letecká válka na východní frontě
7. Partyzánská válka - děj se odehrává v Bělorusku
8. Tajná válka - v tomto díle se vypráví o tajných komunistických zpravodajcích a informátorech z celého světa během druhé světové války
9. Bitva o Německo - Viselsko-oderská operace a Bitva o Berlín
10. Válka proti Japonsku - vypráví o sovětské invazi do Mandžuska a na Kurilské ostrovy